# Brylcreem

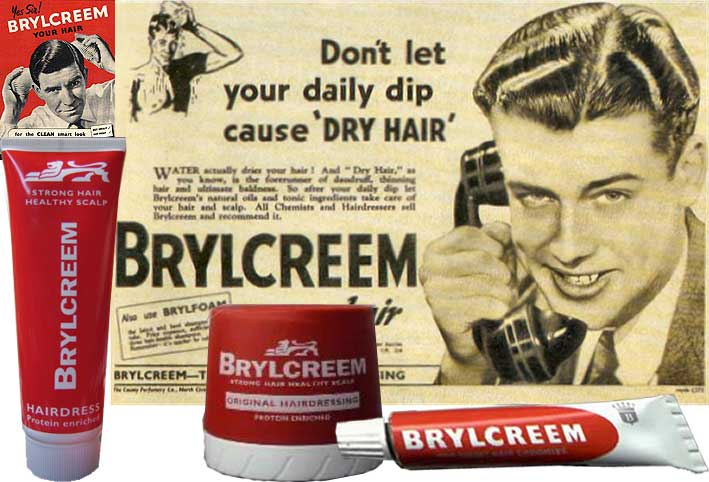
Brylcreem.

Brylcreem är ett varumärke för en sorts hårpomada, en föregångare till frisyrgelén. Den skapades 1928 hos Chemico Works på Bradford Street i Birmingham i England.
Brylcreem används för att hålla håret på plats. Den gjordes ursprungligen av en blandning av vatten och mineralolja stabiliserad med bivax. I senare tiders recept återfinns bland annat lanolinalkohol och härdad rapsolja bland tillsatserna.
Brylcreem har blivit en symbol för hårfett och 50-talsrock, mycket därför att 1950-talets raggare använde den och dess reklamkampanjer gjorde den känd för den stora massan. Begreppet blev senare åter välkänt genom filmen Grease från 1978.[källa behövs] Även nutida raggare, folk i rockabillykulturen, swing och rhythm and blues-kulturen använder denna produkt.
Brylkräm kan numera även syfta på annan hårkräm.